# کمرکولی برمه‌ای
کمرکولی برمه‌ای (نام علمی: Sitta neglecta) نام یک گونه از تیره کمرکولی است.